# Ys: The Oath in Felghana
Ys: The Oath in Felghana (イース -フェルガナの誓い-?, Īsu -Ferugana no Chikai-) è un videogioco di ruolo giapponese pubblicato nel 2005 per Microsoft Windows dalla Nihon Falcom Corporation. Il gioco è stato poi pubblicato anche per PlayStation Portable nel 2010. La XSEED Games ha pubblicato la versione inglese per PlayStation Portabile in Nord America il 2 novembre 2010, e in Europa il 27 gennaio 2011, solo su PlayStation Network. XSEED Games ha pubblicato anche la versione inglese per Windows, tramite la piattaforma Steam il 19 marzo 2012.
Ys: The Oath in Felghana è il remake del videogioco Ys III: Wanderers from Ys, pubblicato nel 1989 dalla stessa Nihon Falcom Corporation per NEC PC-8801. Pur discostandosi dalla storia originale solo per differenze minori, dal punto di vista grafico, audio e della giocabilità è stato completamente rifatto, inserendo anche diversi nuovi personaggi.
Una versione rimasterizzata in alta definizione del videogioco per PlayStation Portable è stata distribuita nel 2023 per Nintendo Switch con il titolo Ys Memoire: The Oath in Felghana.

## Trama
Tre anni dopo gli eventi di Ys II, Adol e il suo amico Dogi viaggiano verso la città natale di quest'ultimo, Redmont, che si trova nella terra di Felghana. Al loro arrivo, scoprono ben presto che alcuni mostri hanno cominciato ad apparire nella regione. I due si mettono subito ad investigare per mettere fine a questa minaccia.

## Modalità di Gioco

Una schermata del gioco

La modalità di gioco è simile ai precedenti giochi, particolarmente al precedente titolo Ys: The Ark of Napishtim, con alcuni miglioramenti. Il giocatore deve guidare il personaggio attraverso la terra di Felghana, facendosi strada tra i mostri in ambienti che vanno da oscure miniere abbandonate alle alte cime di una montagna. A differenza dei primi titoli della serie, il gioco presenta un grande senso di verticalità, rendendo la funzione di salto essenziale sia per sconfiggere i molti nemici volanti, sia per oltrepassare i numerosi ostacoli naturali, come precipizi e ponti interrotti.
Sconfiggendo i vari mostri, oltre all'esperienza per aumentare di livello, si guadagnerà denaro per acquistare nuovi oggetti, nonché una sorta di minerale chiamato Raval, utilizzato per migliorare i propri oggetti. Inoltre nell'esplorazione delle varie aree verranno trovati alcune armi, armature e scudi, oltre a degli oggetti unici che permetteranno di superare gli ostacoli naturali, per esempio rendendo possibile camminare sulla lava o evitare di scivolare sul ghiaccio.
Oltre al normale attacco con la spada, attraverso il recupero di tre potenti artefatti, Adol avrà accesso a tre speciali poteri elementali, basati su fuoco, vento e terra, in grado di aiutarlo in combattimento, ma anche a superare determinati ostacoli.

## Personaggi
- Adol Christin (アドル クリスティン?, Adoru Kurisutin) : il protagonista del gioco. Un giovane spadaccino dai capelli rossi e occhi scuri, sempre alla ricerca di avventure per mettersi alla prova. Si mette in viaggio con il suo amico Dogi verso Felghana dopo avere sentito dei problemi di quella terra.
- Dogi (ドギ?, Dogi): il migliore amico di Adol. Dogi incontrò l'amico nella terra di Esteria, durante gli eventi di Ys I. Onorevole, gentile e forte come un toro, Dogi è soprannominato "Distruggi-muri" per la sua propensione a sfondare le pareti con la sola forza. Torna dopo 8 anni nella sua terra natale, accompagnato da Adol.
- Chester Stoddart (チェスター・ストダート?, Chesutā Sutodāto): amico d'infanzia di Dogi. Rimasto orfano con la sorella Elena dodici anni prima, fu cresciuto dal sindaco di Redmont come se fosse parte della famiglia. Un anno prima degli eventi attuali, Chester lasciò Redmont facendo perdere le sue tracce.
- Elena Stoddart (エレナ・ストダート?, Erena Sutodāto): sorella minore di Chester. Nonostante l'apparenza graziosa e delicata, Elena è sempre stata un maschiaccio, incontrollabile e ribelle. Esce di nascosto dalla città nonostante la presenza di mostri, ed è conosciuta per essere incapace di accettare le piccole ingiustizie della vita.
- Edgar (エドガー?, Edogā): il sindaco dell'unico vero insediamento di Felghana, la città di Redmont. È il collante che tiene insieme la città, lavora senza sosta per consentire alla città di prosperare con la sua industria mineraria e di commercio, nonostante le vessazioni di tasse del conte McGuire.
- McGuire (マクガイア?, MakuGaia): conte e regnante di Felghana. Considerato un tiranno da tutta Redmont per le assurde leggi che emana e le alte tasse, utilizzate per ampliare il suo castello ad opera di lavoratori non volontari. In pratica, è la causa della difficoltà di vivere in Felghana.
- Gardner (ガードナー?, Gādonā): guerriero più forte di Redmont e guardia delle sue porte. Gardner è un uomo di mezz'età positivo e piacevole, felice di dare informazioni su Felghana e di aiutare per quanto può.
- Berhardt (ベルハード?, Beruhādo): un eremita che vive sulla vetta delle montagne Elderm. Malinconico e di poche parole, è conosciuto per la sua impareggiabile abilità come guerriero. In passato fu anche maestro d'armi di Dogi e Chester, insegnando loro tutto ciò che sapeva sul combattimento.
- Dularn (デュラーン?, Dyurān): un misterioso stregone con il corpo ricoperto di bende che ostacola più volte il cammino di Adol. Afferma di essere agli ordini di qualcuno, ma chi sia (e perché lo faccia) non è chiaro.

## Pubblicazioni
- PC Limited Edition: pubblicazione iniziale del gioco, contiene Ys Premium Music CD Box in Felghana, un box set di 8 CD con quasi tutte le musiche di Ys III prodotte.
- PC Standard Edition: come la precedente, ma senza la Ys Premium Music CD Box in Felghana
- PC Vista Version: versione per Windows Vista della Limited e Standard Edition.
- PSP version: porting per PlayStation Portable, pubblicata da XSEED Games[4]. Per dimensionare i costi di localizzazione di un gioco "di nicchia" come questo, XSEED Games lincenziò e pagò per utilizzare la traduzione amatoriale già fatta per PC[5]
- PC Steam Version: Come la versione PC, ma tradotta completamente in inglese e con incluse le imprese di Steam, classifiche ed il supporto Steam Cloud.

## Colonna sonora
La colonna sonora di Ys III: Wanderers from Ys fu riarrangiata per questo gioco da Yukihiro Jindo.
L'OST Ys -The Oath in Felghana- Original Sound Track, composta di due CD, fu pubblicata nel 2005, seguita da Ys -The Oath in Felghana- Super Arrange Version, un disco con 10 arrangiamenti addizionali.
Entrambe furono pubblicate insieme in un paccehtto conosciuto come Ys -The Oath in Felghana- Perfect Collection.
The full 2-CD soundtrack, Ys -The Oath in Felghana- Original Sound Track, was released in 2005. Released at the same time was Ys -The Oath in Felghana- Super Arrange Version, a disc with 10 additional Oath in Felghana arrangements.
Ys: The Oath in Felghana Musical Selections è invece una collezione di 23 musiche dal gioco che XSEED Games pubblicò con la Premium Edition della versione nordamericana per PSP.

## Accoglienza
| Testata                              | Versione | Giudizio |
| ------------------------------------ | -------- | -------- |
| Metacritic (media al 24 luglio 2013) | PSP      | 80       |
| GameSpot                             | PSP      | 7.5/10   |
| GamesRadar                           | PSP      | 4/5      |